# Szymon Pękala (youtuber)
Szymon Pękala (ur. 1990) – polski publicysta, youtuber, autor książek, twórca i prowadzący kanałów „Wojna Idei” oraz „Szymon mówi” na platformie YouTube.

## Życiorys
Z wykształcenia inżynier, absolwent Akademii Górniczo-Hutniczej w Krakowie. Od 2017 roku prowadzi autorskie kanały na YouTube, które łącznie uzyskały 140,78 mln wyświetleń i zgromadziły 484 tys. subskrybentów (stan na lipiec 2025), gdzie analizuje zjawiska społeczne, gospodarcze i polityczne oraz zachęca do samodzielnego myślenia. Jest również autorem dwóch książek: „Wojna Idei. Myśl po swojemu” oraz „Wojna Idei 2.0. Jak przekonać przekonanych?”.

## Działalność w internecie

### Wojna Idei
Kanał „Wojna Idei” skupia się na analizie i wyjaśnianiu mechanizmów rządzących społeczeństwem oraz polaryzacji społecznej, zachęcając do rozmowy ponad podziałami. Kanał przedstawia analizy z zakresu socjologii i polityki, zapraszając rozmówców o różnych poglądach.

### Szymon mówi
Na kanale „Szymon mówi” pojawiają się bardziej osobiste refleksje, komentarze do bieżących wydarzeń oraz analizy z pogranicza filozofii, psychologii i socjologii. Kanał koncentruje się również na tematach związanych z rozwojem osobistym oraz kulturą dyskusji w internecie.

## Publikacje
- Wojna Idei. Myśl po swojemu (Znak, 2022)[1].
- Wojna Idei 2.0. Jak przekonać przekonanych? (Znak, 2025)[7].

## Aktywność publiczna
Prowadzi wykłady i prelekcje na temat dialogu społecznego, był uczestnikiem debat publicznych zarówno w internecie, jak i na żywo.
W wywiadzie Onet „Wojna idei, czyli jak zmniejszyć polaryzację polityczną w Polsce…”, Pękala twierdzi, że „Należy przedstawiać argumenty obydwu stron sporu”, oraz „[...] rzecz jasna nikt nie jest w pełni obiektywny”. Wystąpił m.in. w konferencjach i debatach poświęconych komunikacji społecznej, m.in. w konferencji Holistic Talk 2025, gdzie wygłosił prelekcję o wyzwaniach dialogu w dobie social mediów.

## Hasło „tozależyzm”
Pojęcie „tozależyzm” stworzone przez Pękalę jako uogólnienie sposobu udzielania przez niego odpowiedzi „to zależy”, zostało wyróżnione przez jury Konkursu na Młodzieżowe Słowo Roku (PWN) w 2020 roku jako najciekawszy neologizm – zgłoszony ponad 300 razy.
Autor podaje w swojej książce definicję: „Tozależyzm to postawa uznająca, że większość zjawisk społecznych jest skomplikowana i próba ich oceny wymaga uwzględnienia szerokiego kontekstu.”.

## Odbiór i odniesienia w literaturze
Treści publikowane przez Pękalę były przedmiotem analiz w publikacjach naukowych dotyczących edukacji obywatelskiej, pedagogiki i języka w internecie. W artykule Polska Myśl Pedagogiczna B. Śliwerski omawia poglądy autora „Wojny Idei” w kontekście polaryzacji politycznej i potrzeby dialogu społecznego. W pracy K. Staweckiego poświęconej socjolektowi społeczności „Black Pillu” na portalu Wykop.pl odnotowano udział Pękali w akcji #wyjdźzbańki, mającej zwrócić uwagę na problem baniek informacyjnych. 